# Посмртно звоно
„Посмртно звоно” је југословенски ТВ филм из 1969. године. Режирала га је Љиљана Билуш а сценарио је написао Жан Пјер Вивет.

## Улоге
| Глумац            | Улога |
| ----------------- | ----- |
| Бранко Плеша      |       |
| Фабијан Шоваговић |       |